# Чепинці (Смолянська область)
Че́пинці (болг. Чепинци) — село в Смолянській області Болгарії. Входить до складу общини Рудозем.

## Населення
За даними перепису населення 2011 року у селі проживали 2099 осіб.
Національний склад населення села:
| Національність   | Кількість осіб | Відсоток |
| ---------------- | -------------- | -------- |
| болгари          | 1157           | 72,9%    |
| турки            | 7              | 0,4%     |
| цигани           | 0              | 0%       |
| інша             | 397            | 25,0%    |
| не визначились   | 26             | 1,6%     |
| Всього відповіли | 1587           |          |

Розподіл населення за віком у 2011 році:
Динаміка населення: